# Ernst Brockelmann

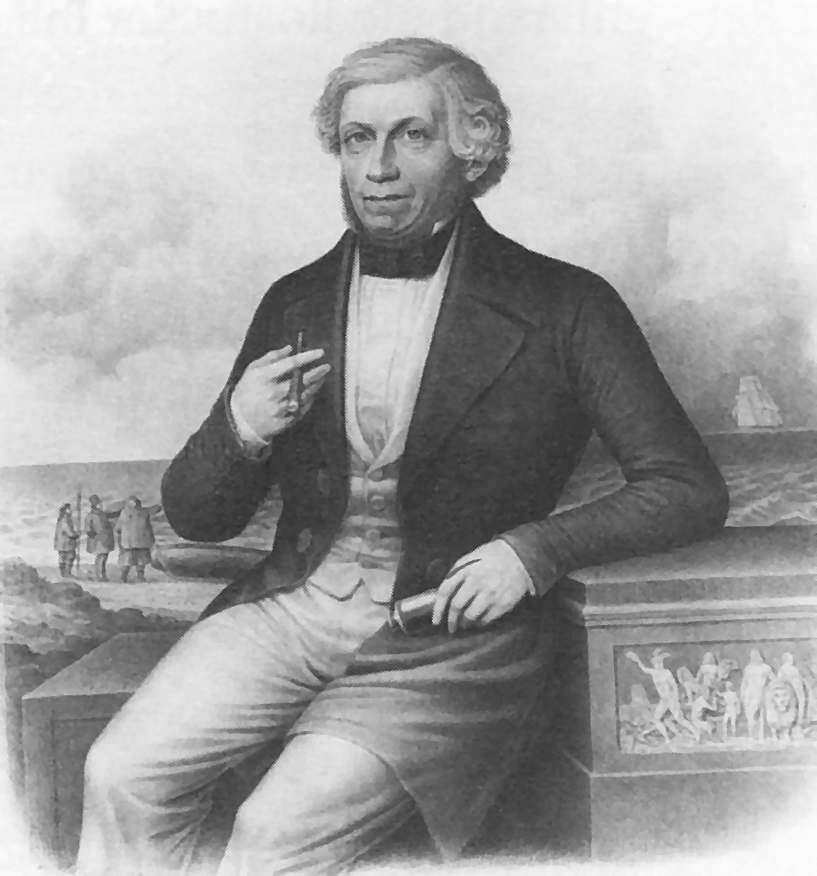
Ernst Brockelmann

Christian Ernst Brockelmann (* 22. März 1799 in Ratzeburg; † 24. Dezember 1878 in Rostock) war ein deutscher Kaufmann und Politiker.

## Leben
Ernst Brockelmann wurde geboren als jüngerer Sohn des Lohgerbers und Brennereibesitzers Johann Ernst Brockelmann (1765–1826) in dessen Ehe mit Caroline Dorothe Catharina, geb. Engeland (1767–1825).
Nach einer Lehrausbildung als Kaufmann leistete Brockelmann 1827 in Rostock den Bürgereid, wurde Mitglied der Kaufmannskompanie und gehörte zu den herausragenden Unternehmerpersönlichkeiten Rostocks um die Mitte des 19. Jahrhunderts. Er begründete und betrieb in Rostock vier Manufakturen und in Güstrow eine Eisengießerei und Maschinenfabrik, welche später von seinem Schwiegersohn Theodor Schwarz (1819–1882) fortgeführt wurde. Daneben war er um 1856 maßgeblicher Reeder in Rostock, der mit eigenen Schiffen und als Korrespondentreeder agierte. Einer seiner bekanntesten Geschäftspartner war der Kapitän Stephan Jantzen. Brockelmann beteiligte sich mit seinen Schiffen auch am Robbenfang im Eismeer. Nach seinem Tod wurde seine Firma liquidiert.
Kommunalpolitisch wirkte er 1839 bis 1857 als Mitglied der Rostocker Bürgerschaft. 1848/1849 war er Mitglied der Mecklenburgischen Abgeordnetenversammlung im Wahlkreis Mecklenburg-Schwerin 63: Willershagen. Mit seinem Schoner Anna verhalf er als einer von mehreren Fluchthelfern den Demokraten Gottfried Kinkel und Carl Schurz 1850 nach der spektakulären Flucht aus der Spandauer Zitadelle zur weiteren Flucht nach England.
Ernst Brockelmann war mit der Rostocker Kaufmannstochter Christine, geb. Erichsohn (* 1808) verheiratet. Bekannt sind ein Sohn und eine Tochter. Der Orientalist Carl Brockelmann war ein Neffe.
Nach Brockelmann wurde das 1927 auf der Neptun-Werft gebaute Dampfschiff Ernst Brockelmann der Reederei Ahrens benannt.